# Melanocharacidium dispilomma
Melanocharacidium dispilomma és una espècie de peix de la família dels crenúquids i de l'ordre dels caraciformes.

## Morfologia
- Els mascles poden assolir 5 cm de llargària total.[5]

## Hàbitat
Viu en zones de clima tropical entre 25 °C - 29 °C de temperatura.

## Distribució geogràfica
Es troba a Sud-amèrica: conques dels rius Amazones, Orinoco, Essequibo i rius entre la Guaiana i la Guaiana Francesa.